# Lammerville
Lammerville település Franciaországban, Seine-Maritime megyében. Lakosainak száma 307 fő (2022. január 1.). Lammerville Bacqueville-en-Caux, Brachy, Hermanville, Rainfreville és Royville községekkel határos.

## Népesség
A település népességének változása:
| Lakosok száma | 329  | 343  | 349  | 335  | 326  | 316  | 312  | 309  | 307  |
|               | 2013 | 2015 | 2016 | 2017 | 2018 | 2019 | 2020 | 2021 | 2022 |